# Керимов, Фахреддин Нури оглы
Керимов Фахреддин Нури оглы (род. 21 июня 1954, Баку) — азербайджанский дирижёр, Народный артист Азербайджана (2015), персональный пенсионер Президента Азербайджанской Республики (с 2020 года).

## Биография
Фахреддин Керимов родился 21 июня 1954 года в Баку. После окончания средней специальной музыкальной школы имени Бюль-Бюля он поступил в Московскую государственную консерваторию имени П. И. Чайковского, где обучался по классу скрипки с 1973 по 1978 годы. В 1982—1988 годах Керимов продолжил своё образование на кафедре оперно-симфонического дирижирования в Ленинградской (ныне Санкт-Петербургской) государственной консерватории имени Н. А. Римского-Корсакова. Здесь он учился у таких известных дирижёров, как Народные артисты России Валерий Гергиев и профессор Илья Мусин.
В 1989—1991 годах Керимов работал стажёром-дирижёром в Кировском театре оперы и балета (ныне Мариинский театр) под руководством Валерия Гергиева. С 1991 по 2001 годы он был дирижёром симфонического оркестра при Государственной консерватории имени Мимара Синана в Стамбуле. В 1995 году по приглашению муниципалитета Стамбула Керимов создал оперный и симфонический оркестр при концертном зале имени Джемаля Решита Рея, которым руководил до 1999 года.
В 2000 году Фахреддин Керимов был приглашён в Измирский государственный театр оперы и балета в качестве музыкального руководителя постановки балета С. Прокофьева «Ромео и Джульетта». С 2001 по 2004 годы он занимал должность главного дирижёра этого театра. Гастрольные маршруты Керимова включали города Германии, Польши, Румынии, России, Белоруссии и Турции. Он принимал участие во многих престижных фестивалях, таких как «Белые ночи» (1996, Санкт-Петербург), I Международный фестиваль турецкой музыки (1999), Международный фестиваль имени К. Сильвестри (2000, Румыния), «И. Архипова и В. Пьявко приглашают…» (2004, Якутск) и другие.
С 2004 года Керимов является дирижёром Азербайджанского государственного симфонического оркестра и доцентом кафедры вокала и оперной подготовки Бакинской музыкальной академии.

## Награды и признание
- Народный артист Азербайджана[1] — 30 декабря 2015 года, за выдающиеся заслуги в развитии азербайджанской музыкальной культуры и вклад в музыкальное искусство.
- Заслуженный деятель искусств Азербайджана[2] — 17 сентября 2008 года, за заслуги в развитии азербайджанской музыкальной культуры.
- Премия Президента Азербайджанской Республики — 9 мая 2018 года[3] и 10 мая 2019 года[4], за высокие достижения в области музыкального искусства.
- Персональная пенсия Президента Азербайджанской Республики[5] — 7 мая 2020 года, за выдающиеся заслуги в музыкальном искусстве и долгосрочный вклад в развитие национальной культуры.